# Мунгонов, Барадий Мункуевич
Барадий Мункуевич Мунгонов (бур.  Мүнгүнов Мүнхын Барадий; 15 августа 1922, улус Кусоты, Верхнеудинский уезд, Дальневосточная республика — 17 декабря 1989, Улан-Удэ) — бурятский советский писатель, член Союза писателей СССР, член Союза журналистов СССР, заслуженный работник культуры Бурятской АССР.

## Биография
Барадий Мункуевич родился в 1922 году в улусе Кусоты Дальневосточной республики (ныне Хилокский район Забайкальского края).
Окончил четырёх классную начальную школу. С 13 лет работал пастухом, затем прицепщиком на плуга в колхозе. С 1939 года жил в Улан-Удэ. После начала Великой Отечественной войны Барадий Мунгонов был призван в Красную Армию, его направили снайпером на Западный фронт. В январе 1942 года прибыл в действующую армию западнее Москвы, участвовал в боях в Смоленской области. Получил тяжелое ранение.
После войны в Забайкалье закончил сельхозтехникум, работал агрономом. Писал стихи и рассказы на бурятском языке. В 1948 году поэма Мунгонова «Охотники» была напечатана в Бурятском книжном издательстве. После этого он 12 лет работал корреспондентом газеты «Буряад-Монголой унэн».
В 1950 году Мунгонов издал сборник рассказов «Радость труда», в 1954 году сборник «Родной улус», затем сборник рассказов «Первая дичь — утка». В 1961 году поступил учиться на Высшие литературные курсы в Москве. С 1963 года работал заведующим отделом прозы журнала «Байкал» в Улан-Удэ.
В 1958 году в журнале «Байгал» был напечатан роман Мунгонова «Хилок наш бурливый». Роман был переведен на русский язык писателем В. А. Сергеевым, издан в издательстве «Советская Россия» в Москве в 1960 году, а в 1961 году в «Роман-газете». В 1962 году роман «Хилок наш бурливый» выдвинут на соискание Ленинской премии.
Затем последовали повести «Черный ветер» (издана в 1978 году издательством Министерства обороны СССР в переводе А. Д. Тверского), «Не все тихо в тишине», документальная повесть «Юность героя». С 1974 по 1980 год написан двухтомный роман «Щедрое сердце». За этот роман Мунгонов был награждён Государственной литературной премией Бурятской АССР.

## Награды
- Орден Красной Звезды,
- Орден Отечественной войны I степени,
- Медаль «За трудовое отличие» (24.12.1959),
- медали.

## Память
Именем Б. М. Мунгонова названа улица в городе Улан-Удэ.